# Liste von Persönlichkeiten der Stadt Bruchsal
Die Liste von Persönlichkeiten der Stadt Bruchsal enthält bedeutende Persönlichkeiten, die in der Stadt geboren wurden oder in Bruchsal gewirkt haben. Die Liste erhebt keinen Anspruch auf Vollständigkeit.

## Söhne und Töchter der Stadt

### Jahrgänge bis 1800
- um 1470, in Untergrombach, Joß Fritz, Bauernführer; † nach 1524
- 1498, in Heidelsheim, Hieronymus Bock; † 1554 in Hornbach
- 1500, Johannes Stumpf, Theologe, Topograf, Historiker und Chronist; † 1575 in Zürich
- um 1520/23, Ulrich Cubicularius, eigentlich Ulrich Kammerknecht; Theologe, wirkte in Niederungarn (heute Slowakei) und in der Grafschaft Hanau-Lichtenberg (heute Département Bas-Rhin, Frankreich), † 1586 vermutlich in Pfaffenhoffen
- 1738, Damian Hugo Philipp von Lehrbach, Reichsgraf, Jesuit, Freisinger Domherr und Wohltäter der kath. Kirche in Speyer und Mainz; † 1815 in Speyer
- 1751, Johann Bernhard Siegel, Jurist und Politiker; † 1833 in Mannheim
- 1760, Sebastian Weygandt, Künstler und Maler; † in Herleshausen
- 1769, Marianne Kirchgeßner, Glasharmonikaspielerin; † 1808 in Schaffhausen
- 1770, Franz Christoph Günther; † 1848 in Speyer, Domkapitular; kurzzeitig auch Apostolischer Vikar des Bistums Speyer
- 1771, Johannes Loew; † 1833 in Speyer, geadelter, bayerischer Staatsbeamter im höheren Dienst; Schwiegervater von Fürst Karl Theodor von Wrede
- 1787, Josef von Sensburg; † 1870 in Heidelberg, badischer Oberamtmann
- 1788, Kaspar Gemehl; † 1834 in Bruchsal, badischer Oberamtmann
- vor 1797, Franz Adam Betz; † nach 1834, Beamter des Hochstifts Speyer, später badischer Amtsvorstand
- 1799, Jakob Löwenstein; † 1869 in Tauberbischofsheim, Autor und Bezirksrabbiner in Baden

### 19. Jahrhundert
- 1803, Franz von Stengel; † 1870 in Karlsruhe, badischer Innenminister
- 1806, Philipp Bode; † 1877 in Mannheim, badischer Oberamtmann
- 1806, Johann Baptist Orbin; † 1886 in Freiburg im Breisgau, Erzbischof von Freiburg
- 1811, Bernhard August Prestinari; † 1893, Jurist, Direktor des Katholischen Oberkirchenrats in Karlsruhe, Hofgerichtspräsident in Konstanz sowie badischer Abgeordneter
- 1818, 4. Dezember, Peter Guerillot, † 29. November 1880, Verwaltungsjurist, Oberamtmann
- 1820, 26. August, Georg Ferdinand Grosch, † 25. Oktober 1895 in Darmstadt, Oberregierungs- und Geheimrat
- 1832, 21. August, Carl Siegel, † 9. März 1896 in Freiburg im Breisgau, Jurist und Geheimer Oberregierungsrat
- 1833, Carl Baer; † 1896 in Montreux, Jurist und Reichstagsabgeordneter
- 1839, Justus Knecht; † 1921 in Freiburg im Breisgau, Weihbischof, Theologe, Schriftsteller
- 1845, in Heidelsheim, Salomon Carlebach, Rabbiner in Lübeck; † 1919 in Lübeck
- 1847, 20. Februar, Hugo Eisig, Zoologe, Meeresbiologe und Fachautor, † 1920 in Zürich
- 1853, Alexander Adam, Komponist und Chorleiter; † 1917 in Freiburg im Breisgau
- 1857, in Heidelsheim, Isaac Baer, ab 1897 Julius Baer, Privatbankier; † 1922 in Riehen, Schweiz
- 1858, John Bopp, Brauereimanager, Mundartdichter; † 1936 in New York, USA
- 1861, Karl Steiner; † 1929 in Baden-Baden, geboren in Heidelsheim, badischer Oberamtmann
- 1867, Berthold Arnold Baer; † 1924 in New York City, deutsch-US-amerikanischer Mediziner, Schriftsteller und Übersetzer
- 1870, Robert Zahn; † 1945 in Berlin, Klassischer Archäologe und Direktor der Antikensammlung Berlin
- 1871, Babette Ihle, genannt Bawett, Mundartdichterin; † 1943 in Bruchsal
- 1873, Otto Schmidt, Mediziner, Honorarprofessor und Verbandsfunktionär; † 1965
- 1874, Albert Jung, Jurist und Verwaltungsbeamter; † 1934 in Karlsruhe
- 1875, Otto Oppenheimer, Textilhändler, Mundart- und Heimatdichter; † 1951 in New York, USA
- 1877, Karl Berberich, † 27. Januar 1957 in Bruchsal, Lehrer, Mitglied des Badischen Landtags
- 1879, Wilhelm Henning; † 24. Oktober 1943 in Berlin-Lichterfelde, Militär und völkisch-nationalsozialistischer Politiker
- 1879, Wilhelm Gerstel, Bildhauer; † 1963 in Freiburg im Breisgau
- 1880, Max Eschelbacher, Jurist, Rabbiner und Autor; † 1964 in London
- 1882, Karl Häußner, Verwaltungsbeamter; † 1955 in Karlsruhe
- 1882, Rudolf Kraus, Verwaltungsbeamter; † 1955 in Weil am Rhein
- 1882, Hugo Troendle, Künstler; † 1955 in München
- 1882, Moritz Straus, Ingenieur; † 1959 in Zürich
- 1883, Walter Buch, Jurist und oberster Parteirichter der NSDAP; † 1949 in Schondorf am Ammensee
- 1883, Wilhelm Groß, Montanwissenschaftler und Hochschullehrer; † 1944 im KZ Auschwitz
- 1884, Fritz Wertheimer, Journalist und Generalsekretär des Deutschen Auslandinstituts von 1918 bis 1933; † 1968
- Hilde Adler (1885–1983), Ärztin
- 1885, Hermann Ammann; † 1956 in Innsbruck, Sprachwissenschaftler und Hochschullehrer
- 1885, Friedrich Ribstein; † 1957 in Müllheim, Verwaltungsbeamter und Landrat
- 1887, Eugen Speer, Politiker (NSDAP), Bürgermeister von Radolfzell am Bodensee von 1934 bis 1935; † 1936 in Hagsfeld bei Karlsruhe
- 1891, Lilli Fischel; † 1978 in Karlsruhe, Kunsthistorikerin und Museumsdirektorin
- 1891, Walther Asal; † 1987 in Birkenfeld (Württemberg), Generalstabsarzt und Chirurg
- 1892, Ernst Blum; † 1981 in Bern, deutsch-schweizerischer Psychiater und Psychoanalytiker
- 1894, Leo Kahn, Künstler; † 1983 in Safed, Israel
- 1894, Annetta Einzmann, Steyler Missionsschwester und Märtyrin; † in der Bismarcksee
- 1896, Wilhelm Sauter, Maler und Zeichner; † 1948 in Göppingen
- 1897, Margarete Aurin, Montessoripädaogin, † 1989 in Garmisch-Partenkirchen
- 1898, Ludwig Barth-Uchatzy, Bildender Künstler, † 1983 in Karlsruhe
- 1898, Konrad Lang, Biochemiker, Mediziner und Hochschullehrer, † 1985 in Bad Krozingen

### 20. Jahrhundert
- 1901, Emil Belzner, Schriftsteller; † 1979 in Heidelberg
- 1909, Josef Hirtreiter, SS-Scharführer im Vernichtungslager Treblinka; † 1978 in Frankfurt am Main
- 1910, Herbert Haas, Bibliothekar; † 1999 in Mannheim
- 1917, Johannes Friedrich Schulz, evangelischer Liturgiewissenschaftler; † 2005 in Heidelberg
- 1923, Alexander Brändle, Kinderbuchautor; † 1984 in Bruchsal
- 1937, Emma Guntz, deutsch-französische Autorin und Journalistin
- 1938 in Untergrombach, Franz Alt, Journalist und Autor
- 1939 in Untergrombach, Siegbert Frank, Erster Bürgermeister in Pforzheim; † 1998 in Pforzheim
- 1940, Ursula Jetter, geborene Dilger, Schriftstellerin und Lyrikerin; † 2024
- 1944 in Heidelsheim, Paul Metzger, Kommunalpolitiker (CDU), Oberbürgermeister von Bretten und Präsident des Karlsruher SC
- 1947, Werner Raab, Politiker (CDU), Landtagsabgeordneter
- 1950, Harald Bender, Künstler der art brut; † 2014 in Berlin
- 1950, Karl Hrynda, Fußballtorwart
- 1950, Werner Schnatterbeck, Pädagoge und Hochschullehrer
- 1951, Wolfgang G. Müller, Politiker (SPD), Oberbürgermeister der Stadt Lahr
- 1954, Peter Hermann Wolff, Diplomat, Botschafter der Bundesrepublik Deutschland
- 1955, Margit Rupp, Juristin in der Evangelischen Landeskirche in Württemberg; † 2017 in Tübingen
- 1958, Thomas Frank, Historiker
- 1959, Barbara Schmitt-Englert, Sinologin und Autorin
- 1960, Ulrich Baumgärtner, Arzt und ehemaliger Sanitätsoffizier (Generaloberstabsarzt)
- 1960, Roland Dickgießer, Fußballspieler
- 1961, Thomas Niederbühl, LGBT-Aktivist und bayerischer Kommunalpolitiker (Rosa Liste München)
- 1962, Ulrich Bayer, evangelischer Pfarrer und Kirchenhistoriker
- 1962, Klaus Gaßner, Historiker und Kirchenmusiker
- 1963, Klaus Bachmann, Journalist, Autor, Historiker
- 1964, Thomas Fuchs, Bibliothekar, Historiker und Hochschullehrer
- 1964, Berndt Schmidt, Kulturmanager und Intendant
- 1968, Henriette Engelhardt-Wölfler, Demografin
- 1968, Anja Mohr, pädagogische Fachbuchautorin
- 1968, Manuela Reimann, Fernsehdarstellerin und Unternehmerin, Ehefrau von Konny Reimann
- 1968, John Zimmermann, Militärhistoriker und Oberstleutnant
- 1969, Giorgio Mariotti,  griechischer Politiker, Gründer und ehemaliges Vorstandsmitglied der Piratenpartei Griechenlands
- 1969, Ute Eitzenhöfer, Schmuckdesignerin und Professorin für Edelsteindesign
- 1970, Georg Heitlinger, Landwirt, Landtagsabgeordneter
- 1970, Katja Keller, Schauspielerin
- 1971, Ingo Držečnik, Verleger
- 1971, Thomas Hellriegel, Triathlet (Langdistanz)
- 1972, Roman Rossa, Schauspieler und Synchronsprecher
- 1973, Alan Rexroth, Filmemacher, Produzent und Regisseur
- 1974, Anke Huber, Tennisspielerin
- 1975, Tim Walter, Fußballtrainer
- 1977, Christian Kritzer, Fußballspieler
- 1980, Marc-Patrick Meister, Fußballtrainer
- 1984, Florian Dick, Fußballspieler
- 1985, Simon Herrmann, Wasserskisportler
- 1987, Vanessa Wormer, Journalistin
- 1988,  Saliha „Sally“ Özcan, Webvideoproduzentin und Unternehmerin
- 1989, Thomas Konrad, Fußballspieler
- 1990, Sebastian Schiek, Fußballspieler
- 1992, Tilman Oberbeck, Jazzmusiker
- 1993, Marvin Wanitzek, Fußballspieler
- 1993, Julius Wolf, Basketballspieler
- 1995, Jimmy Marton, Fußballspieler
- 2000, Dominik Kother, Fußballspieler

### 21. Jahrhundert
- 2003, Elias Scholtes, Handballspieler
- 2005, Tim Drexler, Fußballspieler

## Personen, die vor Ort gewirkt haben
- Ludwig Börne war 1820 wegen eines Kutschenschadens gezwungen, in Bruchsal zu übernachten und war wenig begeistert von dem Zwangsaufenthalt: „Der Ort, wo ich mein schreibendes Hauptquartier aufgeschlagen habe, heißt Bruchsal, aber mir ist er ein Trübsal und Scheusal. Wenn die Verzweiflung Witz gibt oder nimmt, so werde ich hier ein Voltaire oder eine Kretine. Ich möchte aus der Haut fahren, wäre nur eine Öffnung groß genug, mich durchzulassen, da ich ganz geschwollen bin vor Wut. So einen geschlagenen Hund, wie ich, gab es noch nicht. Nur zwei Wünsche habe ich jetzt. Erstens wünsche ich, daß zehentausend Millionen Donnerwetter in das verfluchte Nest schlügen, und zweitens wünsche ich das nämliche noch einmal.“[1]
- Samuel Eisenmenger (1534–1585), Mediziner, Theologe und Astrologe
- Friedhelm Ernst, (1946–2015), Apotheker, Landtagsabgeordneter (FDP); † 2015 in Heidelberg
- Karl Geitz (1899–1980), Künstler
- Christian Franz von Hacke (1731–1807), Freiherr, Domkapitular in Speyer und Chorbischof im Erzbistum Trier, lebte von 1797 bis 1807 in der Stadt
- Heinz Heckmann (1932–2012), Kommunal- und Landespolitiker
- Fritz Hirsch (1871–1938), Architekt und Ehrenbürger von Bruchsal
- Fritz Klein (1898–1944), Widerstandskämpfer gegen den Nationalsozialismus, wurde 1944 im Strafgefängnis Seilerbahn hingerichtet
- Hans Kubis (1924–1991), General, in Bruchsal gestorben
- Wilhelm Laurop (1804–1879), Forstmann
- Wilhelm von Löwenstein († 1579), Faut und Amtmann des Bischofs von Speyer
- Bartholomäus Lutz (1684–1756), Jesuit, Theologe und Kirchenrechtler, war Gewissensrat des Fürstbischofs und Regens des Priesterseminars in Bruchsal
- Johann Friedrich Ludwig Rothensee (1759–1835), Theologe und Geistlicher, Direktor des Ordinariats in Bruchsal
- Karl Robert Stöckle (1877–1954), Theologe
- Ottfried Waldemar Stöckle (1882–1950), Zeichner und Glasmaler (Söhne des Schriftstellers Joseph Stöckle)
- Franz Xaver Weingärtner (1805–1867), Katholischer Geistlicher, Pfarrverweser in Bruchsal und Gründer der örtlichen Sparkasse